# Novoselivka (Budîșce), Cerkasî
Novoselivka (în ucraineană Новоселівка) este un sat în comuna Budîșce din raionul Cerkasî, regiunea Cerkasî, Ucraina.

## Demografie
Componența lingvistică a localității Novoselivka
     Ucraineană (96,43%)
     Rusă (3,57%)
Conform recensământului din 2001, majoritatea populației localității Novoselivka era vorbitoare de ucraineană (96,43%), existând în minoritate și vorbitori de rusă (3,57%).